# Hammershus
El Hammershus es la fortificación medieval más grande de Europa del Norte, situada a 74 m (243 pies) sobre el nivel del mar en Hammeren, la punta norte de la isla de Bornholm en el mar Báltico de Dinamarca. Erigido en el siglo XIII, se creyó durante mucho tiempo que el castillo fue construido como una residencia privada para el arzobispo de Lund. Sin embargo, nueva evidencia encontrada en las ruinas del castillo sugiere que fue construido a principios de siglo como residencia real de Valdemar II y como una base para los cruzados daneses, según Kjeld Borch Westh, superintendente del Museo Nacional de Dinamarca.